# 牛街乡 (洱源县)
牛街乡，是中华人民共和国云南省大理白族自治州洱源县下辖的一个乡镇级行政单位。

## 行政区划
牛街乡下辖以下地区：
牛街村、西甸村、西坡村、龙门村、白塔村、大同村、太平村、上站村、福田村、福和村和大松坪村。